# Intra-Áustria

Mapa da província intra-austríaca de Habsburgo, do final do século XVIII
Ducado da Estíria
Ducado da Caríntia
Ducado de Carníola com a Marca da Ístria
Condado Principesco da Gorizia e Gradisca
Cidade Imperial de Trieste

Intra-Áustria ou Áustria Interior (em alemão:  Innerösterreich) foi um termo usado do final do século XIV até o início do século XVII para designar as terras hereditárias da Monarquia de Habsburgo, ao sul do Passo de Semmering, referindo-se aos ducados imperiais de Estíria, Caríntia e Carníola, e as terras do litoral austríaco. A residência dos arquiduques e estatuders da Intra-Áustria ficava no complexo do castelo do burgo, em Graz.

## Geografia
O território intra-austríaco se estendia desde a fronteira norte, divisa com o Arquiducado da Áustria, na principal cadeia alpina, além da Alta Estíria e da Baixa Estíria, até Carniola, onde as terras da Baixa Carníola e da Carníola Branca (antiga Marca Eslováquia) faziam fronteira com o Reino da Croácia. No ocidente, as terras da Caríntia se estendiam até o Arcebispado de Salzburgo e o Condado do Tirol, enquanto no oriente, o Rio Mur fazia fronteira com o Reino da Hungria.
Ao sul, o Condado da Gorizia, que havia passadoà  Casa de Habsburgo, em 1500, e Duino fazia fronteira com o Domini di Terraferma, de Veneza. A Imperial Cidade Livre de Trieste, na Costa Adriática, conectava os vários domínios menores na Marca da Ístria, em torno de Pazin e da zona franca de Rijeka (mais tarde corpus separatum de Fiume), na Libúrnia.

## História
As terras da Estíria já tinham sido governadas em união pessoal, pelos duques da Casa de Babemberga, da Áustria, a partir 1192, e finalmente foram tomadas com as terras austríacas, pelo rei Rodolfo I da Germânia na vitória da Batalha de Marchfeld, em 1278 . Em 1335, o neto de Rodolfo, o Duque Alberto II da Áustria, também recebeu o Ducado da Caríntia a adjacente Marca de Carníola, nas mãos do Sacro Imperador Luís da Baviera, como feudos imperiais.

Áustria (abaixo e acima do Rio Enns), Intra-Áustria e Alta Áustria (Tirol e Vorarlberg)

Quando, em 1365, o filho do Duque Alberto, Rodolfo IV, morreu repentinamente, aos 26 anos de idade, o Imperador Carlos IV investiu seus irmãos mais novos, Alberto III e Leopoldo III, que, no entanto, começaram a disputar a herança habsburga. Por volta de 1379, com o Tratado de Neuberg, eles, finalmente, dividiram os territórios de Rodolfo: A linhagem albertina, mais velha, governaria o Arquiducado da Áustria (às vezes, chamada de "Baixa Áustria", mas abrangendo a moderna Baixa Áustria e a maior parte da Alta Áustria), enquanto a linhagem leopoldina, mais jovem, governaria os ducados da Estíria, Caríntia e Carníola, então, agrupados sob a denominação de "Intra-Áustria". Naquele tempo, sua parte também incluía Tirol e os domínios dos Habsburgo originais, na Suábia, chamado Áustria Anterior. Ambas chamadas de "Alta Áustria" (Oberösterreich) nesse contexto, não devem ser confundidas com o estado moderno de mesmo nome.
Quando Leopoldo III foi morto Batalha de Sempach, de 1386, contra a Antiga Confederação Helvética, a herança leopoldina ficou para seu filho mais velho, o Duque Guilherme da Áustria, que, na morte de seu tio Alberto III, em 1395, também levantou reivindicações ao Arquiducado da Áustria contra o filho único e herdeiro de Alberto, o Duque Alberto IV. Ambos os lados chegaram a um acordo para manter a divisão de Neuberg, mas também para afirmar o governo comum sobre as terras habsburgas. Portanto, a partir de 1404, Guilherme atuou como regente austríaco para seu sobrinho, menor de idade, Alberto V (II da Germânia). As terras de Tirol e Áustria Anterior passaram para o irmão mais novo de Guilherme, o Duque Leopoldo IV, o Gordo. Quando o Duque Guilherme morreu sem deixar descendência, em 1406, a linhagem leopoldina foi dividida entre seus irmãos mais jovens: enquanto Leopoldo IV assumiu a regência na Áustria, os territórios da Intra-Áustria passaram a Ernesto de Ferro, enquanto Tirol/Áustria Anterior passaram ao irmão mais novo, Frederico IV.
Em 1457, a linhagem leopoldina pôde, novamente, assumir o governo sobre o arquiducado austríaco, quando o filho de Ernesto, o Duque Frederico V da Intra-Áustria, sucedeu seu primo albertino, Ladislaus V, que morreu sem filhos. O ano de 1490 viu a reunificação de todos as linhagens Habsburgo, quando o Arquiduque Sigismundo da Áustria Anterior e Tirol renunciou em favor do filho de Frederico, Maximiliano I. Em 1512, os territórios habsburgos foram incorporados ao Círculo Imperial Austríaco.

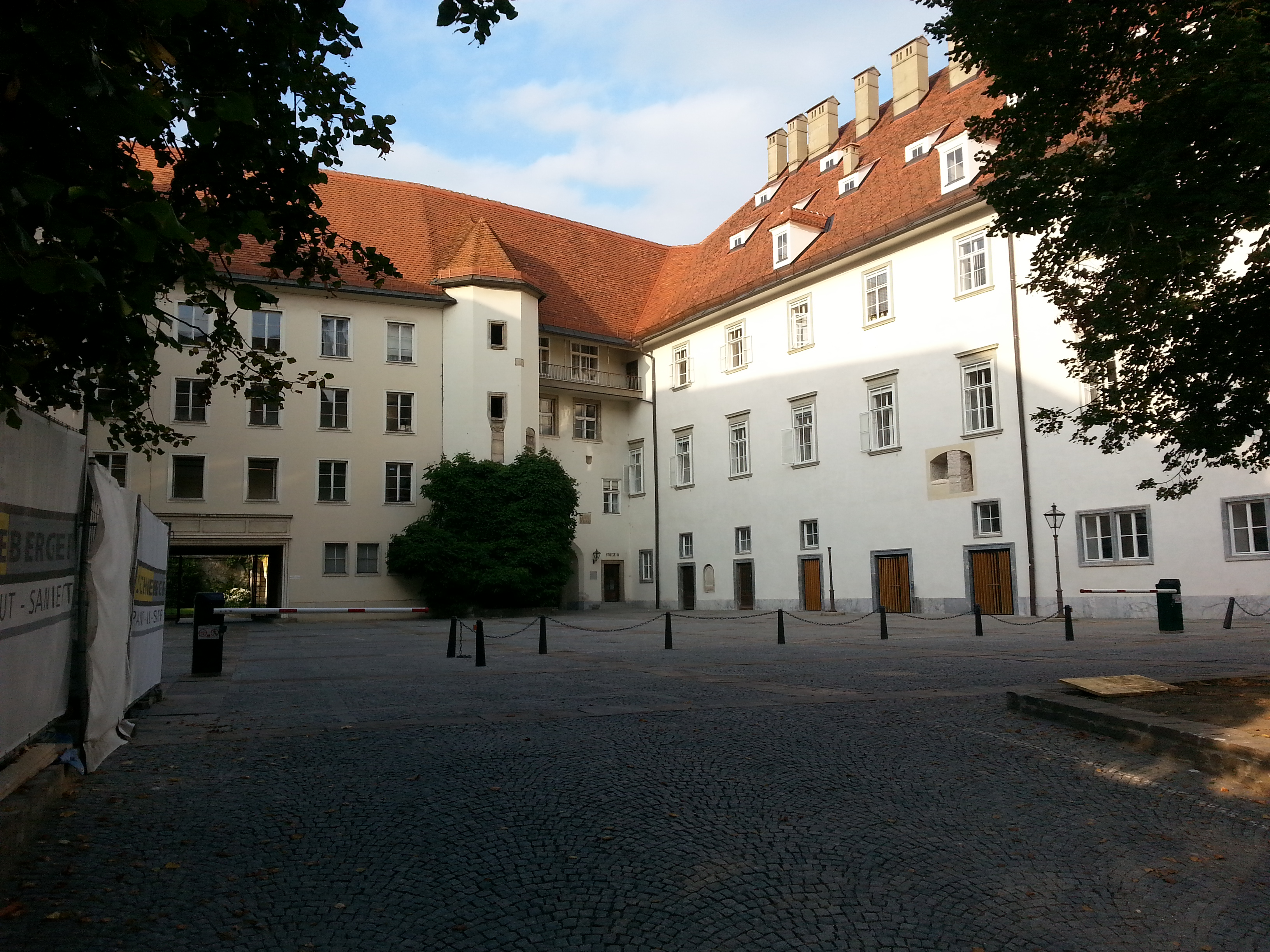
Pátio do Castelo de Graz

A dinastia, no entanto, foi dividida, novamente, em 1564, entre os filhos do falecido Imperador Fernando I de Habsburgo. Sob o comando da linhagem intra-austríaca, fundada pelo seu filho mais novo, o Arquiduque Carlos II, as terras se tornaram um centro da Contrarreforma, realizada pelos jesuítas, com grande determinação. O ramo cadete prevaleceu novamente, quando o filho de Carlos, sucessor como regente da Intra-Áustria, o Arquiduque Fenando II, foi coroado Rei da Boêmia em 1617, Rei da Hungria em 1618, e, finalmente, sucedeu a seu primo, Matias, no Arquiducado da Áustria (como Fernando III), e como Imperador Romano-Germânico em 1619. Suas intenções de levar as políticas absolutistas e anti-reformistas da Intra-Áustria para a Coroa da Boêmia provocou a Guerra Dos Trinta Anos.
A linhagem da Áustria Anterior/Tirol, do irmão mais novo de Fernando, o Arquiduque Leopoldo V, sobreviveu até a morte de seu filho, Sigismundo Francisco, no ano de 1665, depois do qual todos os territórios voltaram, definitivamente, para o controle em comum com as outras terras habsburgas austríacas. A administração política da Intra-Áustria foi centralizada em Graz, em 1763. Os estatuders da Intra-Áustria vieram a governar até os dias da Imperatriz Maria Teresa, no século XVIII.

## A administração de 1748
- Ducado da Estíria
  - Baixa Estíria
    - Distrito de Graz

    - Distrito de Maribor

    - Distrito de Cilli

  - Alta Estíria
    - Distrito de Bruck
    - Distrito de Judenburg
- Ducado da Caríntia

Ducados da Estíria, Caríntia, Carníola, etc. Mapa de 1657, por Joan Blaeu

  - Distrito de Klagenfurt (Baixa Caríntia)
  - Distrito de Villach (Alta Caríntia)
- Ducado de Carníola
  - Distrito de Liubliana (Alta Carníola)
  - Distrito de Postojna (Intra-Carníola e Ístria)
  - Distrito do Novo Mesto (Baixa Carníola)
- Condado Principesco da Gorizia e Gradisca
  - Distrito da Gorizia
- Imperial Cidade Livre de Trieste
  - Distrito de Trieste

## Governantes da Intra-Áustria

### Linhagem leopoldina
| Nome                                 | Retrato | Nascimento                                                                                | Casamento(s) | Morte                                         |
| ------------------------------------ | ------- | ----------------------------------------------------------------------------------------- | --- | --------------------------------------------- |
| Leopoldo III (o Justo) 1379–1386     |         | 1 de novembro de 1351 Viena Quarto filho de Alberto o Sábio e Joana de Ferrette           | Viridis Visconti 23 de fevereiro de 1365 Viena Seis filhos                                                                                      | 9 de julho de 1386 Sempach idade 34           |
| Guilherme (o Cortês) 1386–1406       |         | por volta de 1370 Viena Filho mais velho de Leopoldo III e Viridis Visconti               | Joana II de Nápoles 13 de novembro de 1401 Viena Sem descendentes                                                                               | 15 de julho de 1406 Viena idade 36            |
| Leopoldo IV (o Gordo) 1406–1411      |         | por volta de 1371 Viena Segundo filho de Leopoldo III e Viridis Visconti                  | Catarina de Borgonha 15 de agosto de 1393 Viena Sem descendentes                                                                                | 3 de junho de 1411 Viena idade 40             |
| Ernesto de Ferro 1406–1424           |         | por volta de 1377 Bruck an der Mur Terceiro filho de Leopoldo III e Viridis Visconti      | (1) Margarida da Pomerânia 14 de janeiro de 1392 Bruck an der Mur Sem filhos (2) Cimburga da Mazóvia 25 de janeiro de 1412 Cracóvia Nove filhos | 10 de junho de 1424 Bruck an der Mur idade 47 |
| Frederico III (o Pacífico) 1457–1493 |         | 21 de setembro de 1415 Insbruque Primeiro filho de Ernesto de Ferro e Cimburga da Mazóvia | Leonor de Portugal 16 de março de 1452 Roma Cinco filhos                                                                                        | 19 de agosto de 1493 Linz idade 77            |

Frederico tornou-se Arquiduque da Áustria em 1457. Os territórios habsburgos se uniram em 1490.

### Linhagem intra-austríaca
| Nome                                                                                              | Retrato | Nascimento                                                                           | Casamento(s) | Morte                                  |
| ------------------------------------------------------------------------------------------------- | ------- | ------------------------------------------------------------------------------------ | --- | -------------------------------------- |
| Carlos II da Áustria 1564–1590                                                                    |         | 3 de junho de 1540 Viena Quarto filho de Fernando I Do Sacro Império e Ana Jagelão   | Maria Ana da Baviera 26 de agosto de 1571 Viena Quinze filhos                                                     | 10 de julho de 1590 Graz idade 50      |
| Fernando III 1590–1637 sob regência de Ernesto da Áustria (1590–1593) Maximiliano III (1593–1595) |         | 9 de julho de 1578 Graz Segundo filho de Carlos II da Áustria e Maria Ana da Baviera | (1) Maria Ana 23 de abril de 1600 Graz Sete filhos (2) Leonor Gonzaga 2 de fevereiro de 1622 Insbruque Sem filhos | 15 de fevereiro de 1637 Viena idade 58 |

Fernando se tornou Arquiduque da Áustria em 1619. Todos os territórios habsburgos se uniram, novamente, em 1655.